# 高崎統括センター
高崎統括センター（たかさきとうかつセンター）は、東日本旅客鉄道（JR東日本）高崎支社の駅・運転士・車掌を所管する組織である。
2024年3月16日に高崎営業統括センターに、高崎運輸区を統合して発足。

## 所管

### 駅
- 高崎駅 - 所長所在駅
- 新町駅★
- 倉賀野駅★
- 北高崎駅★
- 群馬八幡駅★
- 安中駅
- 磯部駅★
- 松井田駅☆
- 西松井田駅☆
- 横川駅★
- 高崎問屋町駅★
- 井野駅★
- 毛呂駅★
- 越生駅☆
- 明覚駅☆
- 竹沢駅☆
- 折原駅☆
- 用土駅☆
- 松久駅☆
- 児玉駅☆
- 丹荘駅☆
- 群馬藤岡駅★
- 北藤岡駅☆
- 上毛高原駅
- 安中榛名駅

★: JR東日本ステーションサービスに業務委託

### 乗務ユニット
- 高崎駅構内に設置（旧高崎運輸区）
- 担当線区（運転士）
  - 高崎線(上野東京ライン)：東京駅 - 高崎駅間
  - 上越線：高崎駅 - 水上駅間
  - 両毛線：高崎駅 - 小山駅間
  - 信越本線：高崎駅 - 横川駅間
  - 八高線：高麗川駅 - 高崎駅間
  - 湘南新宿ライン：新宿駅 - 高崎駅間

※高崎支社管内の電気機関車・ディーゼル機関車も担当する。
※甲種蒸気機関車操縦免許を持つ運転士は、高崎統括センターに配置される。
※E653系などの交直流対応車での臨時列車は全て前橋統括センターで受け持っている。
- 担当線区（車掌）
  - 高崎線：東京駅 - 高崎駅間
  - 上越線：高崎駅 - 水上駅間
  - 両毛線：高崎駅 - 小山駅間
  - 信越本線：高崎駅 - 横川駅間
  - 湘南新宿ライン：新宿駅 - 高崎駅間

高崎支社の臨時列車は一部を除き高崎統括センターが担当する。

## 歴史
- 2022年10月1日 - 高崎営業統括センター（高崎、安中、上毛高原、安中榛名各駅の統合）が発足。
- 2024年3月16日 - 高崎営業統括センターに、高崎運輸区を統合し、高崎統括センター発足。高崎営業統括センター、高崎運輸区を廃止する。

| スタブアイコン | サブスタブ | この項目は、まだ閲覧者の調べものの参照としては役立たない、鉄道に関連した書きかけの項目です。この項目を加筆・訂正などしてくださる協力者を求めています（P:鉄道/PJ:鉄道）。 |